# Storfyrste af Moskva
Dette er en liste over fyrster og storfyrster af det russiske fyrstendømme Moskva.
Note: De første tre fyrste er ikke medlemmer af Daniel af Moskvas familie, og deres ejerskab af Moskva er omdiskuteret.

## Fyrster af Moskva
- Vladimir Jurijevitj (c.1238)
- Mikhail Khorobritj (1246-1248)
- Boris Mikhailovitj (1248-1263)

## Storfyrster af Moskva
- Daniel (1283-1303)
- Jurij (1303-1325)
- Ivan 1. (Ivan Pengesæk) (1325-1341)
- Simeon (Simeon den Stolte) (1341-1353)
- Ivan 2. (Ivan den Smukke) (1353-1359)
- Dmitrij Donskoj (1359-1389)
- Vasilij 1. (1389-1425)
- Storfyrstinde Sofia Vitovtovna (regent for sin søn Vasilij 2. 1425-1433)
- Vasilij 2. (Vasilij den Blinde) (1425-1462)

## Storfyrster af Moskva og Rusland
- Ivan 3. (Ivan den Store) (1462-1505) – første hersker over hele Rusland
- Vasilij 3. (1505-1533)
- Storfyrstinde Jelena Glinskaja (regent for sin søn Ivan 4. 1533-1538)
- Ivan 4. (Ivan den Grusomme) (1533-1584) – første zar